# Batalha de Goroszló

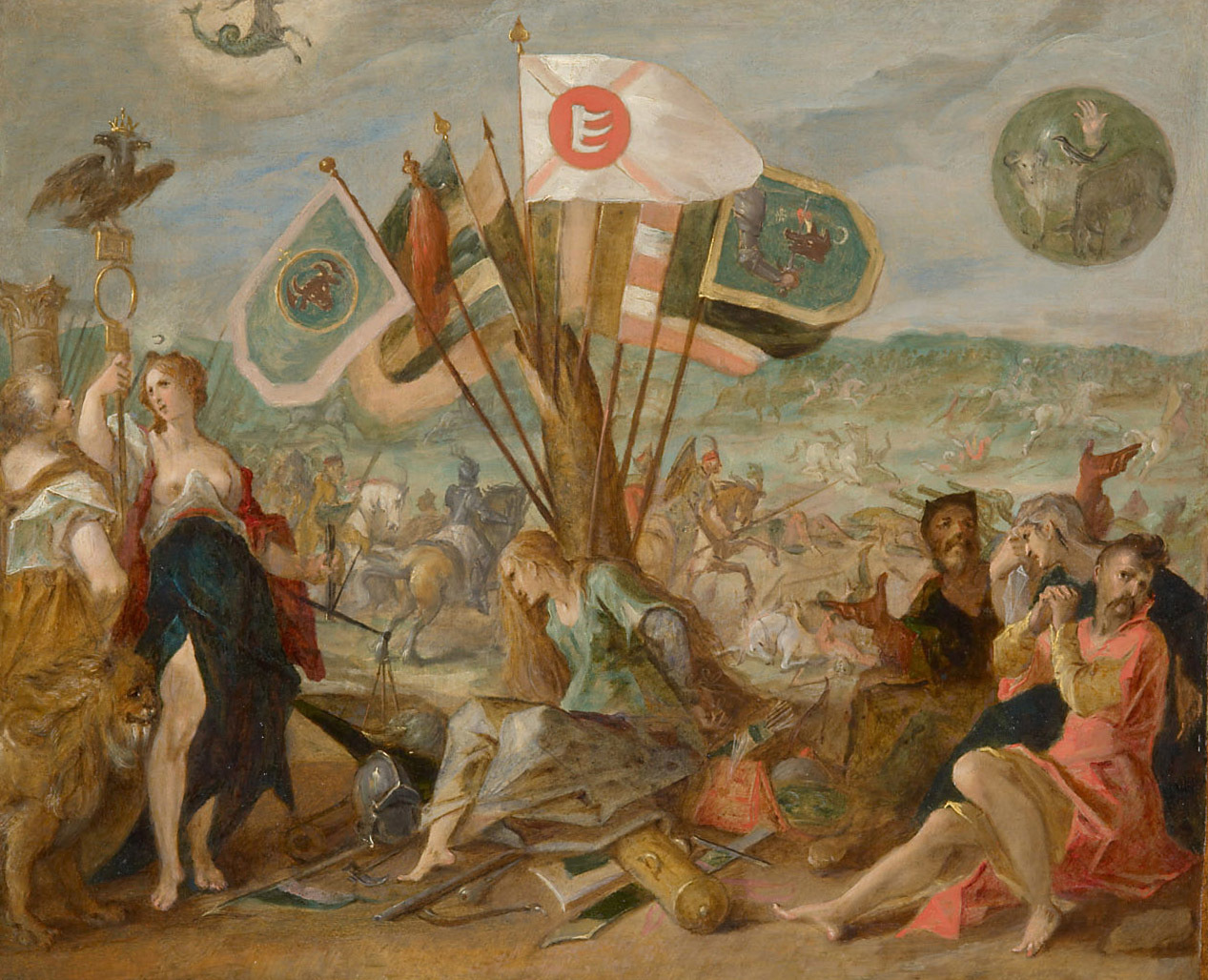
Alegoria da guerra turca: Batalha de Hermannstadt (Transilvânia), 3 de agosto de 1601. Na verdade, a batalha foi realizada em Goroszló (Transilvânia), perto da cidade de Zilah. Centro: Discórdia, segurando algumas das 110 bandeiras capturadas por Miguel, o Bravo e Giorgio Basta (esquerda: Moldávia, direita: Odorhei, centro: bandeira de Szigmond Bathory). Direita: prisioneiros da Transilvânia sentados sob um escudo redondo com símbolos da Transilvânia: uma mão, um pássaro, um burro, uma ovelha. Esquerda: deusa Diana, segurando uma lança com a águia imperial de duas cabeças, sob o Capricórnio, signo astrológico do imperador Rodolfo II.

A Batalha de Guruslău ou Batalha de Goroszló (em húngaro:  goroszlói csata) foi travada em 3 de agosto de 1601, entre as tropas da monarquia dos Habsburgos lideradas por Giorgio Basta, os cossacos e a Valáquia liderados por Miguel, o Bravo de um lado, e as tropas da Transilvânia lideradas por Sigismundo Báthory do outro lado. Foi parte de uma série de encontros militares entre o Império Otomano e os estados europeus opostos durante 1591-1606 (ver também Guerra Longa).

## Antecedentes
Miguel pediu ajuda ao imperador Rodolfo II durante uma visita a Praga entre 23 de fevereiro e 5 de março de 1601. A visita foi concedida quando o imperador soube que o general Giorgio Basta havia perdido o controle da Transilvânia para a nobreza húngara da Transilvânia liderada por Sigismundo Báthory, que aceitou a proteção otomana. Enquanto isso, as forças valáquias leais a Miguel e lideradas por seu filho, Nicolae Pătraşcu, expulsaram Simion Movilă da Moldávia e se prepararam para reentrar na Transilvânia.

## Batalha
A batalha foi travada por dois exércitos, os de Miguel, o Bravo (valáquios e cossacos) junto com Giorgio Basta, de um lado e os de Sigismundo Báthory do outro. A batalha aconteceu entre 9h e 19h do dia 3 de agosto de 1601. A Batalha de Guruslău ocorreu na planície do rio Guruslău, um pequeno afluente direito do Zalău.

## Legado
Um monumento foi construído para comemorar a vitória de Miguel, o Bravo.

## Galeria

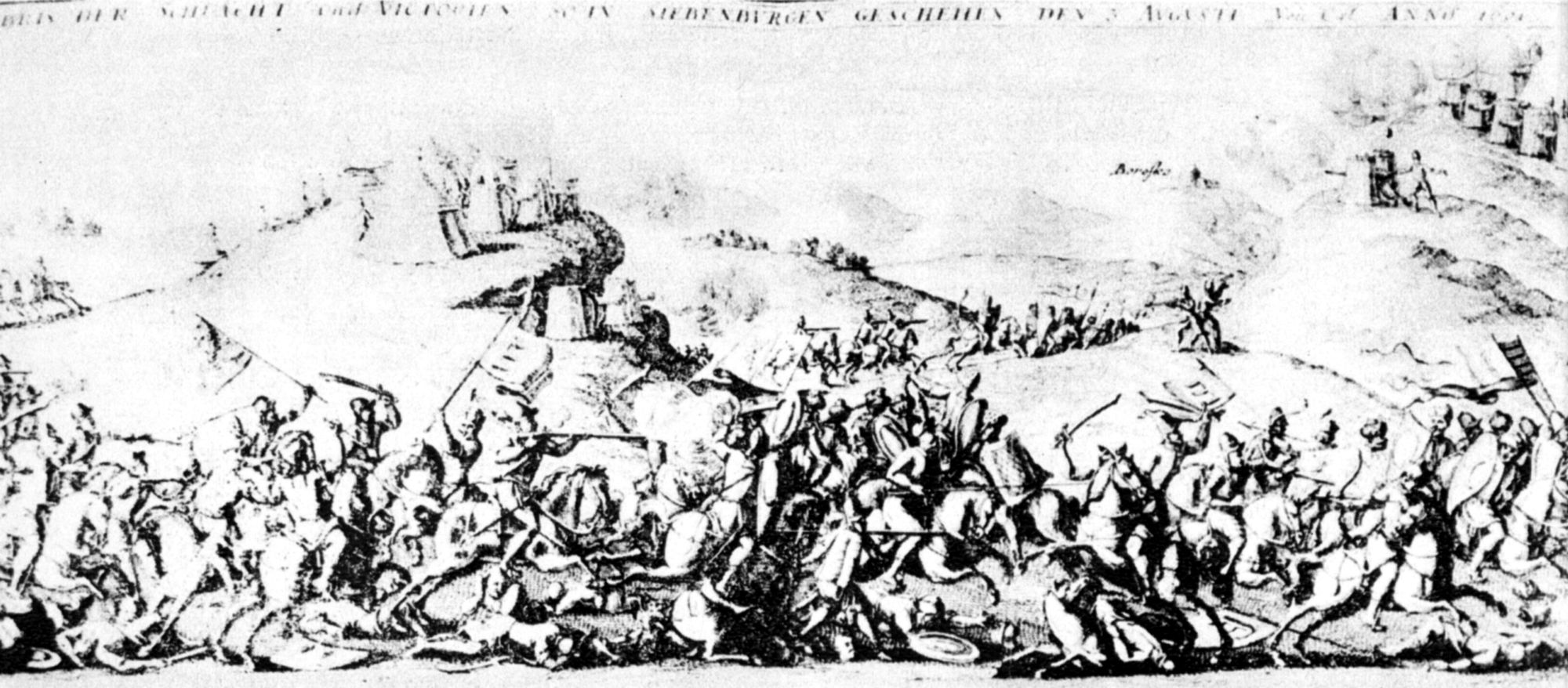
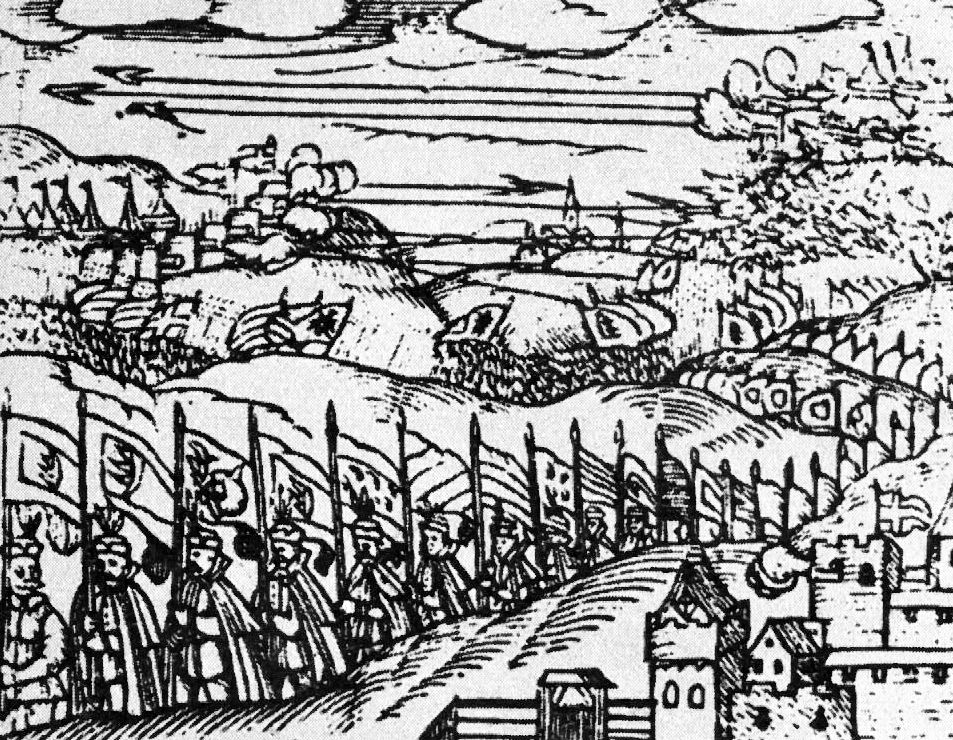
Miguel e Basta derrotando a nobreza húngara da Transilvânia
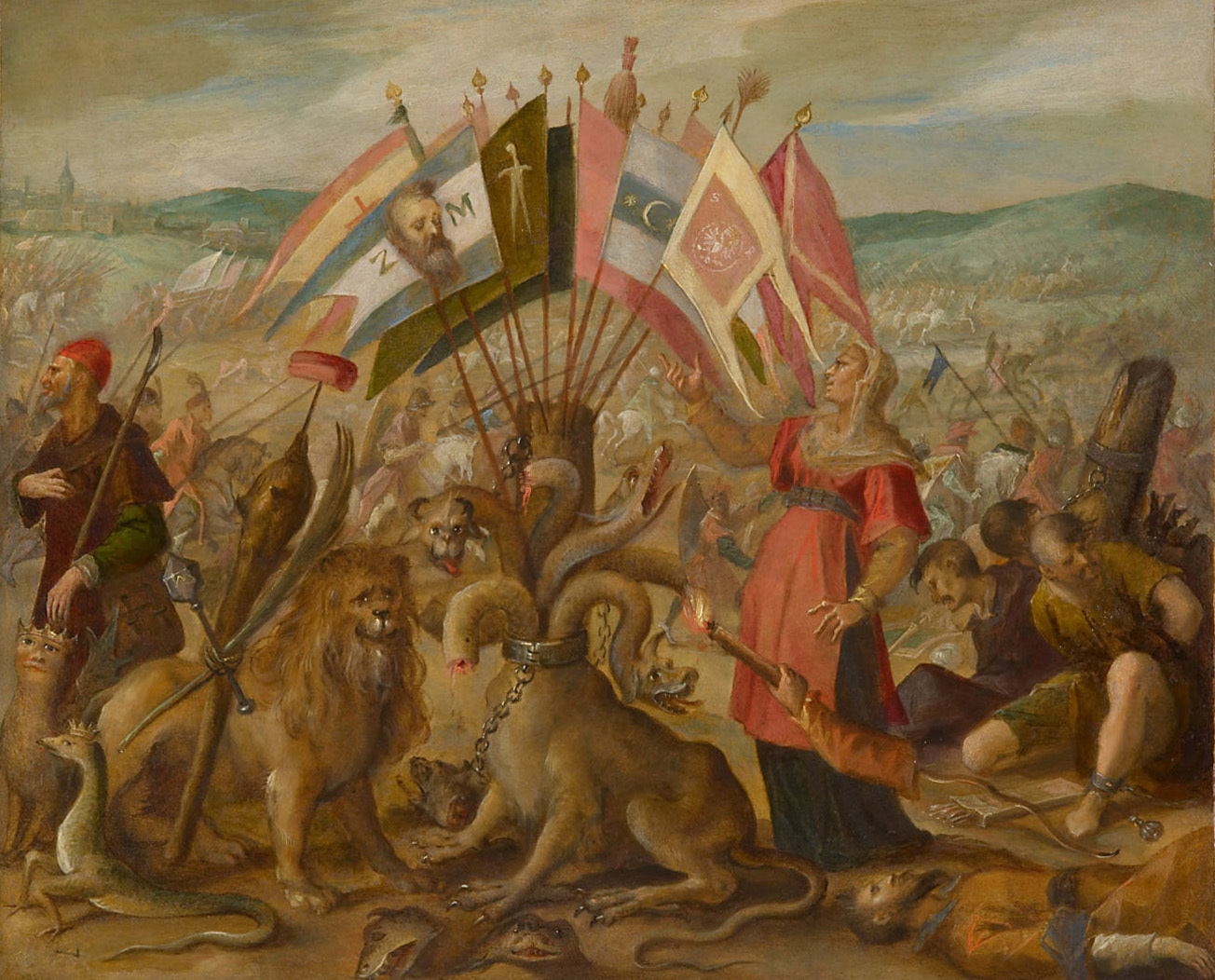
Batalha de Braşov (1603): Diferentes bandeiras capturadas por Giorgio Basta